# Liga Argentina de Voleibol 2011-12
La Liga Argentina de Vóley 2011-12, por motivos de patrocinio Liga Argentina Nativa Nación, fue la decimosexta edición desde la creación del certamen. Se inició el 6 de octubre de 2011 con el partido inaugural de temporada entre UPCN San Juan Vóley y Buenos Aires Unidos, y finalizó el 15 de abril de 2012 con el partido final entre UPCN Vóley y Boca Río Uruguay Seguros, que coronó al equipo sanjuanino como campeón por segunda vez en su historia, y segunda consecutiva.

## Equipos participantes
| Club                       | Localidad                           | Temporada 2010-11      | Temp | Camp |
| -------------------------- | ----------------------------------- | ---------------------- | ---- | ---- |
| Boca Río Uruguay Seguros   | Buenos Aires                        | Cuartos de final (6.º) | 6    | 0    |
| Buenos Aires Unidos        | Mar del Plata, Buenos Aires         | Semifinales (1.º)      | 1    | 0    |
| Drean Bolívar              | Bolívar, Buenos Aires               | Subcampeón (4.º)       | 9    | 6    |
| Catamarca Vóley            | Catamarca, Catamarca                | 1.º (Liga A2)          | 0    | 0    |
| Gigantes del Sur           | Neuquén, Neuquén                    | Fase regular (9.º)     | 6    | 0    |
| Jujuy Vóley                | Palpalá, Jujuy                      | Semifinales (A2)       | 0    | 0    |
| La Unión de Formosa        | Formosa, Formosa                    | Semifinales (3.º)      | 5    | 0    |
| Lechuzas Villa María Vóley | Villa María, Córdoba                | Cuartos de final (5.º) | 2    | 0    |
| MSM Bella Vista            | Bella Vista, Buenos Aires           | 2.º (Liga A2)          | 0    | 0    |
| PSM Vóley                  | Puerto General San Martín, Santa Fe | Cuartos de final (8.º) | 2    | 0    |
| Sarmiento Santana Textiles | Resistencia, Chaco                  | Cuartos de final (7.º) | 1    | 0    |
| UPCN Vóley                 | San Juan, San Juan                  | Campeón (2.º)          | 4    | 1    |

## Copa Máster
La Copa Máster de esta temporada fue la segunda edición del torneo que reunió a los campeones de la pasada temporada. El torneo se jugó en el Estadio Once Unidos del club homónimo, en Mar del Plata. El campeón nuevamente fue UPCN Vóley.
|  | Semifinales              | Semifinales |                 |                     | Final                    | Final        |  |
|  |                          |             |                 |                     |                          |              |  |
|  |                          |             |                 |                     |                          |              |  |
|  | UPCN Vóley Club          | 3           |                 |                     |                          |              |  |
|  | UPCN Vóley Club          | 3           |                 |                     |                          |              |  |
|  | La Unión de Formosa      | 0           |                 |                     |                          |              |  |
|  | La Unión de Formosa      | 0           |                 | Buenos Aires Unidos | 2                        |              |  |
|  |                          |             |                 | Buenos Aires Unidos | 2                        |              |  |
|  |                          |             | UPCN Vóley Club | 3                   |                          |              |  |
|  | Buenos Aires Unidos      | 3           | UPCN Vóley Club | 3                   |                          |              |  |
|  | Buenos Aires Unidos      | 3           |                 |                     |                          |              |  |
|  | Boca Río Uruguay Seguros | 1           |                 |                     | Tercer lugar             | Tercer lugar |  |
|  | Boca Río Uruguay Seguros | 1           |                 |                     | Tercer lugar             | Tercer lugar |  |
|  |                          |             |                 |                     |                          |              |  |
|  |                          |             |                 |                     | La Unión de Formosa      | 3            |  |
|  |                          |             |                 |                     | La Unión de Formosa      | 3            |  |
|  |                          |             |                 |                     | Boca Río Uruguay Seguros | 1            |  |
|  |                          |             |                 |                     | Boca Río Uruguay Seguros | 1            |  |
|  |                          |             |                 |                     |                          |              |  |

Semifinales
| Fecha            | Local               | Resul | Visitante                | Set 1 | Set 2 | Set 3 | Set 4 | Set 5 |
| ---------------- | ------------------- | ----- | ------------------------ | ----- | ----- | ----- | ----- | ----- |
| 28 de septiembre | UPCN Vóley          | 3 - 0 | La Unión de Formosa      | 25-22 | 25-16 | 25-21 |       |       |
| 28 de septiembre | Buenos Aires Unidos | 3 - 1 | Boca Río Uruguay Seguros | 23-25 | 25-21 | 25-19 | 25-23 |       |

Tercer puesto
| Fecha            | Local               | Resul | Visitante                | Set 1 | Set 2 | Set 3 | Set 4 | Set 5 |
| ---------------- | ------------------- | ----- | ------------------------ | ----- | ----- | ----- | ----- | ----- |
| 29 de septiembre | La Unión de Formosa | 3 - 2 | Boca Río Uruguay Seguros | 23-25 | 25-27 | 25-20 | 25-23 | 15-8  |

Final
| Fecha            | Local               | Resul | Visitante  | Set 1 | Set 2 | Set 3 | Set 4 | Set 5 |
| ---------------- | ------------------- | ----- | ---------- | ----- | ----- | ----- | ----- | ----- |
| 23 de septiembre | Buenos Aires Unidos | 2 - 3 | UPCN Vóley | 26-24 | 17-25 | 26-24 | 19-25 | 11-15 |

## Copa ACLAV
La Copa ACLAV de esta temporada fue la sexta edición del torneo. El campeón fue La Unión de Formosa que logró su primer título en esta competencia.
|  | Semifinales         | Semifinales |               |                     | Final               | Final        |  |
|  |                     |             |               |                     |                     |              |  |
|  |                     |             |               |                     |                     |              |  |
|  | La Unión de Formosa | 3           |               |                     |                     |              |  |
|  | La Unión de Formosa | 3           |               |                     |                     |              |  |
|  | Buenos Aires Unidos | 1           |               |                     |                     |              |  |
|  | Buenos Aires Unidos | 1           |               | La Unión de Formosa | 3                   |              |  |
|  |                     |             |               | La Unión de Formosa | 3                   |              |  |
|  |                     |             | Drean Bolívar | 1                   |                     |              |  |
|  | UPCN Vóley          | 2           | Drean Bolívar | 1                   |                     |              |  |
|  | UPCN Vóley          | 2           |               |                     |                     |              |  |
|  | Drean Bolívar       | 3           |               |                     | Tercer lugar        | Tercer lugar |  |
|  | Drean Bolívar       | 3           |               |                     | Tercer lugar        | Tercer lugar |  |
|  |                     |             |               |                     |                     |              |  |
|  |                     |             |               |                     | Buenos Aires Unidos | 0            |  |
|  |                     |             |               |                     | Buenos Aires Unidos | 0            |  |
|  |                     |             |               |                     | UPCN Vóley          | 3            |  |
|  |                     |             |               |                     | UPCN Vóley          | 3            |  |
|  |                     |             |               |                     |                     |              |  |

| Fecha           | Local               | Resul | Visitante     | Set 1 | Set 2 | Set 3 | Set 4 | Set 5 |
| --------------- | ------------------- | ----- | ------------- | ----- | ----- | ----- | ----- | ----- |
| 15 de diciembre | La Unión de Formosa | 3 - 1 | Drean Bolívar | 22-25 | 25-20 | 22-25 | 19-25 |       |

## Fase regular
| Pos. | Equipo                     | Partidos | Partidos | Partidos | Sets | Sets | Tantos | Tantos | Pts |
| Pos. | Equipo                     | PJ       | PG       | PP       | SG   | SP   | TG     | TP     | Pts |
| ---- | -------------------------- | -------- | -------- | -------- | ---- | ---- | ------ | ------ | --- |
| 1.º  | Drean Bolívar              | 22       | 17       | 5        | 58   | 24   | 1955   | 1762   | 53  |
| 2.º  | La Unión de Formosa        | 22       | 17       | 5        | 59   | 27   | 1982   | 1800   | 51  |
| 3.º  | UPCN Vóley Club            | 22       | 17       | 5        | 58   | 29   | 1971   | 1771   | 48  |
| 4.º  | Buenos Aires Unidos        | 22       | 15       | 7        | 53   | 34   | 2001   | 1873   | 44  |
| 5.º  | Boca Río Uruguay Seguros   | 22       | 13       | 9        | 51   | 33   | 1945   | 1788   | 42  |
| 6.º  | Catamarca Vóley            | 22       | 13       | 9        | 45   | 40   | 1886   | 1877   | 36  |
| 7.º  | Sarmiento Santana Textiles | 22       | 11       | 11       | 43   | 43   | 1914   | 1927   | 34  |
| 8.º  | PSM Vóley                  | 22       | 8        | 14       | 32   | 53   | 1810   | 1923   | 21  |
| 9.º  | MSM Bella Vista            | 22       | 7        | 15       | 29   | 52   | 1746   | 1884   | 21  |
| 10.º | Gigantes del Sur           | 22       | 6        | 16       | 26   | 55   | 1755   | 1939   | 17  |
| 11.º | Lechuzas Villa María Vóley | 22       | 4        | 18       | 31   | 58   | 1925   | 2086   | 16  |
| 12.º | Jujuy Vóley                | 22       | 4        | 18       | 22   | 59   | 1680   | 1940   | 13  |

|  |                                             |
|  | Clasificados a cuartos de final.            |
|  | Clasificado a la serie por la Permanencia.  |
|  | Descendido a la Liga A2 de Vóley Argentino. |

### Partidos
| Fecha 1      | Fecha 1         | Fecha 1 | Fecha 1          | Fecha 1            | Fecha 1 | Fecha 1 | Fecha 1 | Fecha 1 | Fecha 1 |
| Fecha        | Local           | Resul   | Visitante        | Estadio            | Set 1   | Set 2   | Set 3   | Set 4   | Set 5   |
| ------------ | --------------- | ------- | ---------------- | ------------------ | ------- | ------- | ------- | ------- | ------- |
| 6 de octubre | Boca RUS        | 3 - 2   | La Unión (F)     | Parque Sur         | 25-17   | 19-25   | 17-25   | 25-14   | 15-8    |
| 6 de octubre | Catamarca Vóley | 1 - 3   | Drean Bolívar    | Fray Mamerto Esqiú | 25-17   | 20-25   | 20-25   | 22-25   |         |
| 6 de octubre | MSM Bella Vista | 3 - 1   | Lechuzas         | Bella Vista        | 25-27   | 29-27   | 25-23   | 26-24   |         |
| 6 de octubre | Jujuy Vóley     | 1 - 3   | Gigantes del Sur | Federación         | 19-25   | 25-20   | 20-25   | 23-25   |         |
| 6 de octubre | PSM Vóley       | 3 - 0   | Sarmiento        | Gimnasio Paraná    | 27-25   | 25-20   | 25-17   |         |         |
| 6 de octubre | BA Unidos       | 2 - 3   | UPCN Vóley       | Once Unidos        | 25-15   | 25-27   | 25-20   | 21-25   | 11-15   |

| Fecha 2      | Fecha 2         | Fecha 2 | Fecha 2          | Fecha 2             | Fecha 2 | Fecha 2 | Fecha 2 | Fecha 2 | Fecha 2 |
| Fecha        | Local           | Resul   | Visitante        | Estadio             | Set 1   | Set 2   | Set 3   | Set 4   | Set 5   |
| ------------ | --------------- | ------- | ---------------- | ------------------- | ------- | ------- | ------- | ------- | ------- |
| 8 de octubre | BA Unidos       | 3 - 0   | Lechuzas         | Once Unidos         | 25-22   | 25-18   | 25-23   |         |         |
| 8 de octubre | Jujuy Vóley     | 1 - 3   | Drean Bolívar    | Federación          | 23-25   | 25-23   | 20-25   | 21-25   |         |
| 8 de octubre | MSM Bella Vista | 0 - 3   | UPCN Vóley       | Bella Vista         | 16-25   | 13-25   | 19-25   |         |         |
| 8 de octubre | Boca RUS        | 3 - 1   | Sarmiento        | Parque Sur          | 25-20   | 26-28   | 25-20   | 25-23   |         |
| 8 de octubre | Catamarca Vóley | 3 - 1   | Gigantes del Sur | Fray Mamerto Esquiú | 25-18   | 27-29   | 25-18   | 25-20   |         |
| 8 de octubre | PSM Vóley       | 1 - 3   | La Unión (F)     | Gimnasio Paraná     | 15-25   | 25-15   | 20-25   | 18-25   |         |

| Fecha 3       | Fecha 3          | Fecha 3 | Fecha 3         | Fecha 3             | Fecha 3 | Fecha 3 | Fecha 3 | Fecha 3 | Fecha 3 |
| Fecha         | Local            | Resul   | Visitante       | Estadio             | Set 1   | Set 2   | Set 3   | Set 4   | Set 5   |
| ------------- | ---------------- | ------- | --------------- | ------------------- | ------- | ------- | ------- | ------- | ------- |
| 13 de octubre | Gigantes del Sur | 3 - 2   | Sarmiento       | Parque Central      | 18-25   | 29-27   | 22-25   | 25-23   | 15-9    |
| 13 de octubre | Boca RUS         | 2 - 3   | UPCN Vóley      | Parque Sur          | 17-25   | 25-19   | 20-25   | 25-14   | 11-15   |
| 13 de octubre | PSM Vóley        | 3 - 2   | Lechuzas        | Gimnasio Paraná     | 26-28   | 25-14   | 19-25   | 25-18   | 15-9    |
| 13 de octubre | Catamarca Vóley  | 3 - 1   | BA Unidos       | Fray Mamerto Esquiú | 25-19   | 29-27   | 25-27   | 25-19   |         |
| 13 de octubre | Drean Bolívar    | 3 - 1   | La Unión (F)    | Náutico, Zárate     | 25-23   | 19-25   | 25-21   | 25-22   |         |
| 13 de octubre | Jujuy Vóley      | 2 - 3   | MSM Bella Vista | Federación          | 19-25   | 27-25   | 25-20   | 19-25   | 9-15    |

| Fecha 4       | Fecha 4          | Fecha 4 | Fecha 4         | Fecha 4             | Fecha 4 | Fecha 4 | Fecha 4 | Fecha 4 | Fecha 4 |
| Fecha         | Local            | Resul   | Visitante       | Estadio             | Set 1   | Set 2   | Set 3   | Set 4   | Set 5   |
| ------------- | ---------------- | ------- | --------------- | ------------------- | ------- | ------- | ------- | ------- | ------- |
| 15 de octubre | Catamarca Vóley  | 3 - 2   | MSM Bella Vista | Fray Mamerto Esquiú | 17-25   | 25-21   | 17-25   | 25-22   | 15-11   |
| 15 de octubre | PSM Vóley        | 3 - 2   | UPCN Vóley      | Gimnasio Paraná     | 18-25   | 25-21   | 25-16   | 18-25   | 15-9    |
| 15 de octubre | Gigantes del Sur | 1 - 3   | La Unión (F)    | Parque Central      | 29-27   | 19-25   | 18-25   | 23-25   |         |
| 15 de octubre | Boca RUS         | 3 - 0   | Lechuzas        | Parque Sur          | 25-17   | 25-21   | 25-17   |         |         |
| 15 de octubre | Drean Bolívar    | 3 - 0   | Sarmiento       | Rep. de Venezuela   | 25-22   | 25-21   | 25-19   |         |         |
| 15 de octubre | Jujuy Vóley      | 0 - 3   | BA Unidos       | Federación          | 19-25   | 23-25   | 19-25   |         |         |

| Fecha 5        | Fecha 5          | Fecha 5 | Fecha 5         | Fecha 5           | Fecha 5 | Fecha 5 | Fecha 5 | Fecha 5 | Fecha 5 |
| Fecha          | Local            | Resul   | Visitante       | Estadio           | Set 1   | Set 2   | Set 3   | Set 4   | Set 5   |
| -------------- | ---------------- | ------- | --------------- | ----------------- | ------- | ------- | ------- | ------- | ------- |
| 3 de noviembre | UPCN Vóley       | 3 - 1   | Catamarca Vóley | Aldo Cantoni      | 22-25   | 25-23   | 25-14   | 25-20   |         |
| 3 de noviembre | Gigantes del Sur | 2 - 3   | PSM Vóley       | Parque Central    | 25-21   | 25-21   | 22-25   | 16-25   | 12-15   |
| 3 de noviembre | Lechuzas         | 1 - 3   | Jujuy Vóley     | Unión Central     | 26-24   | 24-26   | 15-25   | 24-26   |         |
| 3 de noviembre | La Unión (F)     | 3 - 2   | BA Unidos       | Cincuentenario    | 25-23   | 18-25   | 25-18   | 20-25   | 15-13   |
| 3 de noviembre | Drean Bolívar    | 3 - 1   | Boca RUS        | Rep. de Venezuela | 23-25   | 29-27   | 25-23   | 25-19   |         |
| 3 de noviembre | Sarmiento        | 1 - 3   | MSM Bella Vista | Alejo Gronda      | 15-25   | 25-20   | 17-25   | 20-25   |         |

| Fecha 6        | Fecha 6          | Fecha 6 | Fecha 6         | Fecha 6           | Fecha 6 | Fecha 6 | Fecha 6 | Fecha 6 | Fecha 6 |
| Fecha          | Local            | Resul   | Visitante       | Estadio           | Set 1   | Set 2   | Set 3   | Set 4   | Set 5   |
| -------------- | ---------------- | ------- | --------------- | ----------------- | ------- | ------- | ------- | ------- | ------- |
| 5 de noviembre | UPCN Vóley       | 3 - 0   | Jujuy Vóley     | Aldo Cantoni      | 25-19   | 25-16   | 25-19   |         |         |
| 5 de noviembre | Gigantes del Sur | 0 - 3   | Boca RUS        | Parque Central    | 18-25   | 12-25   | 34-36   |         |         |
| 5 de noviembre | Lechuzas         | 1 - 3   | Catamarca Vóley | Unión Central     | 21-25   | 21-25   | 25-17   | 16-25   |         |
| 5 de noviembre | La Unión (F)     | 3 - 0   | MSM Bella Vista | Cincuentenario    | 25-16   | 26-24   | 25-22   |         |         |
| 5 de noviembre | Drean Bolívar    | 3 - 1   | PSM Vóley       | Rep. de Venezuela | 25-20   | 25-15   | 25-20   |         |         |
| 5 de noviembre | Sarmiento        | 1 - 3   | BA Unidos       | Alejo Gronda      | 20-25   | 19-25   | 25-22   | 23-25   |         |

| Fecha 7        | Fecha 7         | Fecha 7 | Fecha 7          | Fecha 7             | Fecha 7 | Fecha 7 | Fecha 7 | Fecha 7 | Fecha 7 |
| Fecha          | Local           | Resul   | Visitante        | Estadio             | Set 1   | Set 2   | Set 3   | Set 4   | Set 5   |
| -------------- | --------------- | ------- | ---------------- | ------------------- | ------- | ------- | ------- | ------- | ------- |
| 8 de noviembre | UPCN Vóley      | 3 - 0   | Gigantes del Sur | Aldo Cantoni        | 25-11   | 25-22   | 25-17   |         |         |
| 8 de noviembre | MSM Bella Vista | 1 - 3   | PSM Vóley        | Bella Vista         | 21-25   | 21-25   | 25-20   | 17-25   |         |
| 8 de noviembre | Lechuzas        | 1 - 3   | Drean Bolívar    | Unión Central       | 25-23   | 17-25   | 30-32   | 19-25   |         |
| 8 de noviembre | Catamarca Vóley | 2 - 3   | La Unión (F)     | Fray Mamerto Esquiú | 25-21   | 25-23   | 20-25   | 22-25   | 13-15   |
| 8 de noviembre | BA Unidos       | 3 - 1   | Boca RUS         | Once Unidos         | 27-25   | 29-27   | 23-25   | 25-22   |         |
| 8 de noviembre | Jujuy Vóley     | 1 - 3   | Sarmiento        | Federación          | 32-34   | 16-25   | 25-19   | 15-25   |         |

| Fecha 8         | Fecha 8         | Fecha 8 | Fecha 8          | Fecha 8             | Fecha 8 | Fecha 8 | Fecha 8 | Fecha 8 | Fecha 8 |
| Fecha           | Local           | Resul   | Visitante        | Estadio             | Set 1   | Set 2   | Set 3   | Set 4   | Set 5   |
| --------------- | --------------- | ------- | ---------------- | ------------------- | ------- | ------- | ------- | ------- | ------- |
| 10 de noviembre | UPCN Vóley      | 3 - 1   | Drean Bolívar    | Aldo Cantoni        | 23-25   | 25-17   | 25-15   | 25-21   |         |
| 10 de noviembre | MSM Bella Vista | 0 - 3   | Boca RUS         | Bella Vista         | 22-25   | 21-25   | 19-25   |         |         |
| 10 de noviembre | Lechuzas        | 2 - 3   | Gigantes del Sur | Unión Central       | 27-29   | 18-25   | 25-22   | 25-21   | 15-17   |
| 10 de noviembre | Catamarca Vóley | 3 - 0   | Sarmiento        | Fray Mamerto Esquiú | 25-23   | 28-26   | 25-20   |         |         |
| 10 de noviembre | BA Unidos       | 3 - 0   | PSM Vóley        | Once Unidos         | 25-23   | 28-26   | 25-18   |         |         |
| 10 de noviembre | Jujuy Vóley     | 1 - 3   | La Unión (F)     | Federación          | 25-18   | 22-25   | 17-25   | 16-25   |         |

| Fecha 9    | Fecha 9          | Fecha 9 | Fecha 9         | Fecha 9           | Fecha 9 | Fecha 9 | Fecha 9 | Fecha 9 | Fecha 9 |
| Fecha      | Local            | Resul   | Visitante       | Estadio           | Set 1   | Set 2   | Set 3   | Set 4   | Set 5   |
| ---------- | ---------------- | ------- | --------------- | ----------------- | ------- | ------- | ------- | ------- | ------- |
| 5 de enero | La Unión (F)     | 3 - 1   | UPCN Vóley      | Cincuentenario    | 25-20   | 25-18   | 16-25   | 25-18   |         |
| 5 de enero | Gigantes del Sur | 3 - 1   | MSM Bella Vista | Bella Vista       | 25-21   | 25-20   | 19-25   | 25-23   |         |
| 5 de enero | Sarmiento        | 3 - 2   | Lechuzas        | Alejo Gronda      | 25-21   | 25-20   | 21-25   | 30-32   | 15-7    |
| 5 de enero | Boca RUS         | 1 - 3   | Catamarca Vóley | Parque Sur        | 21-25   | 32-30   | 22-25   | 22-25   |         |
| 5 de enero | Drean Bolívar    | 2 - 3   | BA Unidos       | Rep. de Venezuela | 26-24   | 22-25   | 23-25   | 25-22   | 10-15   |
| 5 de enero | PSM Vóley        | 3 - 1   | Jujuy Vóley     | Gimnasio Paraná   | 25-23   | 22-25   | 25-14   | 25-21   |         |

| Fecha 10   | Fecha 10         | Fecha 10 | Fecha 10        | Fecha 10          | Fecha 10 | Fecha 10 | Fecha 10 | Fecha 10 | Fecha 10 |
| Fecha      | Local            | Resul    | Visitante       | Estadio           | Set 1    | Set 2    | Set 3    | Set 4    | Set 5    |
| ---------- | ---------------- | -------- | --------------- | ----------------- | -------- | -------- | -------- | -------- | -------- |
| 7 de enero | La Unión (F)     | 3 - 1    | Lechuzas        | Cincuentenario    | 25-17    | 24-26    | 25-23    | 25-21    |          |
| 7 de enero | Gigantes del Sur | 1 - 3    | BA Unidos       | Parque Central    | 21-25    | 21-25    | 25-22    | 22-25    |          |
| 7 de enero | Sarmiento        | 3 - 1    | UPCN Vóley      | Alejo Gronda      | 21-25    | 25-21    | 25-22    | 25-21    |          |
| 7 de enero | Boca RUS         | 3 - 0    | Jujuy Vóley     | Parque Sur        | 25-14    | 25-21    | 25-19    |          |          |
| 7 de enero | Drean Bolívar    | 3 - 0    | MSM Bella Vista | Rep. de Venezuela | 25-22    | 25-18    | 32-30    |          |          |
| 7 de enero | PSM Vóley        | 0 - 3    | Catamarca Vóley | Gimnasio Paraná   | 20-25    | 20-25    | 16-25    |          |          |

| Fecha 11    | Fecha 11        | Fecha 11 | Fecha 11         | Fecha 11            | Fecha 11 | Fecha 11 | Fecha 11 | Fecha 11 | Fecha 11 |
| Fecha       | Local           | Resul    | Visitante        | Estadio             | Set 1    | Set 2    | Set 3    | Set 4    | Set 5    |
| ----------- | --------------- | -------- | ---------------- | ------------------- | -------- | -------- | -------- | -------- | -------- |
| 12 de enero | UPCN Vóley      | 3 - 0    | Lechuzas         | Aldo Cantoni        | 25-19    | 25-23    | 25-18    |          |          |
| 12 de enero | La Unión (F)    | 3 - 0    | Sarmiento        | Cincuentenario      | 29-27    | 25-17    | 25-17    |          |          |
| 12 de enero | Catamarca Vóley | 3 - 2    | Jujuy Vóley      | Fray Mamerto Esquiú | 24-26    | 25-19    | 25-19    | 21-25    | 15-13    |
| 12 de enero | Drean Bolívar   | 3 - 0    | Gigantes del Sur | Rep. de Venezuela   | 25-22    | 25-18    | 25-23    |          |          |
| 12 de enero | BA Unidos       | 3 - 1    | MSM Bella Vista  | Once Unidos         | 23-25    | 25-22    | 25-16    | 25-22    |          |
| 12 de enero | Boca RUS        | 3 - 0    | PSM Vóley        | Parque Sur          | 25-22    | 25-23    | 25-10    |          |          |

| Fecha 12    | Fecha 12         | Fecha 12 | Fecha 12        | Fecha 12        | Fecha 12 | Fecha 12 | Fecha 12 | Fecha 12 | Fecha 12 |
| Fecha       | Local            | Resul    | Visitante       | Estadio         | Set 1    | Set 2    | Set 3    | Set 4    | Set 5    |
| ----------- | ---------------- | -------- | --------------- | --------------- | -------- | -------- | -------- | -------- | -------- |
| 19 de enero | PSM Vóley        | 3 - 2    | Boca RUS        | Gimnasio Paraná | 27-29    | 25-21    | 23-25    | 25-23    | 15-13    |
| 19 de enero | Jujuy Vóley      | 0 - 3    | Catamarca Vóley | Federación      | 16-25    | 16-25    | 16-25    |          |          |
| 19 de enero | Gigantes del Sur | 1 - 3    | Drean Bolívar   | Parque Central  | 20-25    | 13-25    | 25-22    | 14-25    |          |
| 19 de enero | MSM Bella Vista  | 0 - 3    | BA Unidos       | Bella Vista     | 19-25    | 23-25    | 19-25    |          |          |
| 19 de enero | Sarmiento        | 2 - 3    | La Unión (F)    | Alejo Gronda    | 20-25    | 25-22    | 14-25    | 25-23    | 14-16    |
| 19 de enero | Lechuzas         | 2 - 3    | UPCN Vóley      | Unión Central   | 20-25    | 25-19    | 27-25    | 20-25    | 9-15     |

| Fecha 13    | Fecha 13        | Fecha 13 | Fecha 13         | Fecha 13            | Fecha 13 | Fecha 13 | Fecha 13 | Fecha 13 | Fecha 13 |
| Fecha       | Local           | Resul    | Visitante        | Estadio             | Set 1    | Set 2    | Set 3    | Set 4    | Set 5    |
| ----------- | --------------- | -------- | ---------------- | ------------------- | -------- | -------- | -------- | -------- | -------- |
| 26 de enero | UPCN Vóley      | 3 - 2    | La Unión (F)     | Aldo Cantoni        | 19-25    | 25-21    | 20-25    | 25-19    | 15-12    |
| 26 de enero | MSM Bella Vista | 3 - 0    | Gigantes del Sur | Bella Vista         | 25-20    | 25-23    | 29-27    |          |          |
| 26 de enero | BA Unidos       | 3 - 2    | Drean Bolívar    | Once Unidos         | 21-25    | 25-17    | 25-23    | 26-28    | 15-11    |
| 26 de enero | Catamarca Vóley | 3 - 2    | Boca RUS         | Fray Mamerto Esquiú | 25-20    | 25-19    | 19-25    | 21-25    | 15-12    |
| 26 de enero | Lechuzas        | 1 - 3    | Sarmiento        | Unión Central       | 15-25    | 24-26    | 27-25    | 21-25    |          |
| 26 de enero | Jujuy Vóley     | 3 - 1    | PSM Vóley        | Federación          | 25-21    | 13-25    | 25-23    | 25-22    |          |

| Fecha 14    | Fecha 14        | Fecha 14 | Fecha 14         | Fecha 14            | Fecha 14 | Fecha 14 | Fecha 14 | Fecha 14 | Fecha 14 |
| Fecha       | Local           | Resul    | Visitante        | Estadio             | Set 1    | Set 2    | Set 3    | Set 4    | Set 5    |
| ----------- | --------------- | -------- | ---------------- | ------------------- | -------- | -------- | -------- | -------- | -------- |
| 28 de enero | BA Unidos       | 3 - 0    | Gigantes del Sur | Once Unidos         | 25-19    | 25-18    | 25-18    |          |          |
| 28 de enero | UPCN Vóley      | 3 - 2    | Sarmiento        | Aldo Cantoni        | 23-25    | 25-15    | 14-25    | 25-19    | 15-11    |
| 28 de enero | MSM Bella Vista | 0 - 3    | Drean Bolívar    | Bella Vista         | 16-25    | 21-25    | 12-25    |          |          |
| 28 de enero | Lechuzas        | 3 - 2    | La Unión (F)     | Unión Central       | 16-25    | 25-21    | 25-22    | 20-25    | 17-15    |
| 28 de enero | Jujuy Vóley     | 0 - 3    | Boca RUS         | Federación          | 22-25    | 21-25    | 22-25    |          |          |
| 28 de enero | Catamarca Vóley | 1 - 3    | PSM Vóley        | Fray Mamerto Esquiú | 17-25    | 18-25    | 25-20    | 18-25    |          |

| Fecha 15     | Fecha 15         | Fecha 15 | Fecha 15        | Fecha 15          | Fecha 15 | Fecha 15 | Fecha 15 | Fecha 15 | Fecha 15 |
| Fecha        | Local            | Resul    | Visitante       | Estadio           | Set 1    | Set 2    | Set 3    | Set 4    | Set 5    |
| ------------ | ---------------- | -------- | --------------- | ----------------- | -------- | -------- | -------- | -------- | -------- |
| 2 de febrero | Sarmiento        | 3 - 0    | Jujuy Vóley     | Alejo Gronda      | 25-14    | 25-23    | 25-20    |          |          |
| 2 de febrero | Gigantes del Sur | 1 - 3    | Lechuzas        | Parque Central    | 25-21    | 18-25    | 24-26    | 24-26    |          |
| 2 de febrero | Drean Bolívar    | 3 - 1    | UPCN Vóley      | Rep. de Venezuela | 23-25    | 25-16    | 25-23    | 26-24    |          |
| 2 de febrero | Boca RUS         | 2 - 3    | BA Unidos       | Parque Sur        | 17-25    | 25-19    | 25-18    | 22-25    | 12-15    |
| 2 de febrero | La Unión (F)     | 3 - 0    | Catamarca Vóley | Cincuentenario    | 25-23    | 25-20    | 25-13    |          |          |
| 2 de febrero | PSM Vóley        | 1 - 3    | MSM Bella Vista | Gimnasio Paraná   | 22-25    | 25-21    | 20-25    | 22-25    |          |

| Fecha 16     | Fecha 16         | Fecha 16 | Fecha 16        | Fecha 16          | Fecha 16 | Fecha 16 | Fecha 16 | Fecha 16 | Fecha 16 |
| Fecha        | Local            | Resul    | Visitante       | Estadio           | Set 1    | Set 2    | Set 3    | Set 4    | Set 5    |
| ------------ | ---------------- | -------- | --------------- | ----------------- | -------- | -------- | -------- | -------- | -------- |
| 4 de febrero | Boca RUS         | 3 - 0    | MSM Bella Vista | Parque Sur        | 25-21    | 25-14    | 25-20    |          |          |
| 4 de febrero | Drean Bolívar    | 3 - 0    | Lechuzas        | Rep. de Venezuela | 25-20    | 25-21    | 25-16    |          |          |
| 4 de febrero | La Unión (F)     | 3 - 0    | Jujuy Vóley     | Cincuentenario    | 25-18    | 25-23    | 25-22    |          |          |
| 4 de febrero | Sarmiento        | 3 - 0    | Catamarca       | Alejo Gronda      | 25-19    | 25-22    | 25-23    |          |          |
| 4 de febrero | Gigantes del Sur | 1 - 3    | UPCN Vóley      | Parque Central    | 25-23    | 22-25    | 23-25    | 30-32    |          |
| 4 de febrero | PSM Vóley        | 1 - 3    | BA Unidos       | Gimnasio Paraná   | 15-25    | 21-25    | 26-24    | 21-25    |          |

| Fecha 17     | Fecha 17        | Fecha 17 | Fecha 17         | Fecha 17            | Fecha 17 | Fecha 17 | Fecha 17 | Fecha 17 | Fecha 17 |
| Fecha        | Local           | Resul    | Visitante        | Estadio             | Set 1    | Set 2    | Set 3    | Set 4    | Set 5    |
| ------------ | --------------- | -------- | ---------------- | ------------------- | -------- | -------- | -------- | -------- | -------- |
| 9 de febrero | Boca RUS        | 3 - 1    | Drean Bolívar    | Parque Sur          | 25-22    | 15-25    | 25-23    | 25-19    |          |
| 9 de febrero | PSM Vóley       | 1 - 3    | Gigantes del Sur | Gimnasio Paraná     | 22-25    | 29-27    | 17-25    | 20-25    |          |
| 9 de febrero | Catamarca Vóley | 0 - 3    | UPCN Vóley       | Fray Mamerto Esquiú | 17-25    | 24-26    | 17-25    |          |          |
| 9 de febrero | MSM Bella Vista | 1 - 3    | Sarmiento        | Bella Vista         | 17-25    | 22-25    | 25-13    | 18-25    |          |
| 9 de febrero | Jujuy Vóley     | 3 - 1    | Lechuzas         | Federación          | 25-21    | 25-23    | 19-25    | 25-21    |          |
| 9 de febrero | BA Unidos       | 0 - 3    | La Unión (F)     | Once Unidos         | 27-29    | 18-25    | 23-25    |          |          |

| Fecha 18      | Fecha 18        | Fecha 18 | Fecha 18         | Fecha 18            | Fecha 18 | Fecha 18 | Fecha 18 | Fecha 18 | Fecha 18 |
| Fecha         | Local           | Resul    | Visitante        | Estadio             | Set 1    | Set 2    | Set 3    | Set 4    | Set 5    |
| ------------- | --------------- | -------- | ---------------- | ------------------- | -------- | -------- | -------- | -------- | -------- |
| 11 de febrero | Boca RUS        | 3 - 0    | Gigantes del Sur | Parque Sur          | 25-18    | 25-18    | 25-18    |          |          |
| 11 de febrero | Jujy Vóley      | 0 - 3    | UPCN Vóley       | Federación          | 20-25    | 17-25    | 20-25    |          |          |
| 11 de febrero | BA Unidos       | 1 - 3    | Sarmiento        | Once Unidos         | 25-23    | 21-25    | 23-25    | 22-25    |          |
| 11 de febrero | MSM Bella Vista | 1 - 3    | La Unión (F)     | Bella Vista         | 17-25    | 25-22    | 19-25    | 16-25    |          |
| 11 de febrero | PSM Vóley       | 0 - 3    | Drean Bolívar    | Gimnasio Paraná     | 18-25    | 15-25    | 20-25    |          |          |
| 11 de febrero | Catamarca Vóley | 3 - 2    | Lechuzas         | Fray Mamerto Esquiú | 22-25    | 19-25    | 27-25    | 25-23    | 15-11    |

| Fecha 19      | Fecha 19        | Fecha 19 | Fecha 19        | Fecha 19       | Fecha 19 | Fecha 19 | Fecha 19 | Fecha 19 | Fecha 19 |
| Fecha         | Local           | Resul    | Visitante       | Estadio        | Set 1    | Set 2    | Set 3    | Set 4    | Set 5    |
| ------------- | --------------- | -------- | --------------- | -------------- | -------- | -------- | -------- | -------- | -------- |
| 16 de febrero | UPCN Vóley      | 3 - 1    | Boca RUS        | Aldo Cantoni   | 25-21    | 17-25    | 25-21    | 31-29    |          |
| 16 de febrero | Sarmiento       | 3 - 0    | Gigantes        | Alejo Gronda   | 25-22    | 25-21    | 25-20    |          |          |
| 16 de febrero | Lechuzas        | 3 - 1    | PSM Vóley       | Unión Central  | 27-25    | 25-23    | 25-27    | 25-18    |          |
| 16 de febrero | BA Unidos       | 3 - 0    | Catamarca Vóley | Once Unidos    | 25-15    | 25-13    | 25-18    |          |          |
| 16 de febrero | MSM Bella Vista | 3 - 1    | Jujuy Vóley     | Bella Vista    | 26-24    | 25-16    | 19-25    | 25-18    |          |
| 16 de febrero | La Unión (F)    | 1 - 3    | Drean Bolívar   | Cincuentenario | 16-25    | 23-25    | 25-22    | 21-25    |          |

| Fecha 20      | Fecha 20        | Fecha 20 | Fecha 20         | Fecha 20       | Fecha 20 | Fecha 20 | Fecha 20 | Fecha 20 | Fecha 20 |
| Fecha         | Local           | Resul    | Visitante        | Estadio        | Set 1    | Set 2    | Set 3    | Set 4    | Set 5    |
| ------------- | --------------- | -------- | ---------------- | -------------- | -------- | -------- | -------- | -------- | -------- |
| 18 de febrero | La Unión (F)    | 3 - 0    | Gigantes del Sur | Cincuentenario | 25-22    | 25-19    | 25-23    |          |          |
| 18 de febrero | Lechuzas        | 1 - 3    | Boca RUS         | Unión Central  | 19-25    | 18-25    | 25-15    | 18-25    |          |
| 18 de febrero | MSM Bella Vista | 1 - 3    | Catamarca Vóley  | Bella Vista    | 26-28    | 25-23    | 22-25    | 14-25    |          |
| 18 de febrero | UPCN Vóley      | 3 - 0    | PSM Vóley        | Aldo Cantonio  | 25-9     | 25-17    | 25-18    |          |          |
| 18 de febrero | BA Unidos       | 2 - 3    | Jujuy Vóley      | Once Unidos    | 22-25    | 25-14    | 25-15    | 21-25    | 20-22    |
| 18 de febrero | Sarmiento       | 3 - 1    | Drean Bolívar    | Alejo Gronda   | 25-23    | 22-25    | 25-16    | 26-24    |          |

| Fecha 21      | Fecha 21         | Fecha 21 | Fecha 21        | Fecha 21          | Fecha 21 | Fecha 21 | Fecha 21 | Fecha 21 | Fecha 21 |
| Fecha         | Local            | Resul    | Visitante       | Estadio           | Set 1    | Set 2    | Set 3    | Set 4    | Set 5    |
| ------------- | ---------------- | -------- | --------------- | ----------------- | -------- | -------- | -------- | -------- | -------- |
| 23 de febrero | UPCN Vóley       | 2 - 3    | BA Unidos       | Aldo Cantoni      | 23-25    | 20-25    | 25-15    | 25-14    | 11-15    |
| 23 de febrero | Gigantes del Sur | 3 - 0    | Jujuy Vóley     | Parque Central    | 25-23    | 25-19    | 25-17    |          |          |
| 23 de febrero | Lechuza VM       | 1 - 3    | MSM Bella Vista | Unión Central     | 25-15    | 21-25    | 22-25    | 17-25    |          |
| 23 de febrero | La Unión (F)     | 3 - 0    | Boca RUS        | Cincuentenario    | 25-19    | 25-18    | 25-23    |          |          |
| 23 de febrero | Drean Bolívar    | 3 - 1    | Catamarca Vóley | Rep. de Venezuela | 25-22    | 19-25    | 25-22    | 25-12    |          |
| 23 de febrero | Sarmiento        | 3 - 2    | PSM Vóley       | Alejo Gronda      | 25-15    | 23-25    | 25-18    | 18-25    | 15-11    |

| Fecha 22      | Fecha 22         | Fecha 22 | Fecha 22        | Fecha 22          | Fecha 22 | Fecha 22 | Fecha 22 | Fecha 22 | Fecha 22 |
| Fecha         | Local            | Resul    | Visitante       | Estadio           | Set 1    | Set 2    | Set 3    | Set 4    | Set 5    |
| ------------- | ---------------- | -------- | --------------- | ----------------- | -------- | -------- | -------- | -------- | -------- |
| 25 de febrero | Drean Bolívar    | 3 - 0    | Jujuy Vóley     | Rep. de Venezuela | 25-18    | 30-28    | 25-20    |          |          |
| 25 de febrero | Sarmiento        | 1 - 3    | Boca RUS        | Alejo Gronda      | 21-25    | 20-25    | 25-23    | 8-25     |          |
| 25 de febrero | La Unión (F)     | 3 - 0    | PSM Vóley       | Cincuentenario    | 28-26    | 25-21    | 25-22    |          |          |
| 25 de febrero | Lechuzas VM      | 3 - 0    | BA Unidos       | Unión Central     | 25-21    | 25-20    | 25-18    |          |          |
| 25 de febrero | Gigantes del Sur | 0 - 3    | Catamarca Vóley | Parque Central    | 20-25    | 16-25    | 21-25    |          |          |
| 25 de febrero | UPCN Vóley       | 3 - 0    | MSM Bella Vista | Aldo Cantoni      | 25-21    | 25-19    | 25-20    |          |          |

## Serie de permanencia
| Fecha | Local                      | Resul | Visitante                  | Set 1 | Set 2 | Set 3 | Set 4 | Set 5 |
| --- | -------------------------- | ----- | -------------------------- | ----- | ----- | ----- | ----- | ----- |
| 10 de marzo | Lechuzas Villa María Vóley | 3 - 1 | Ciclista Olímpico          | 23-25 | 25-21 | 25-18 | 25-21 |       |
| 11 de marzo | Lechuzas Villa María Vóley | 3 - 2 | Ciclista Olímpico          | 19-25 | 23-25 | 25-16 | 25-21 | 15-13 |
| 15 de marzo | Ciclista Olímpico          | 1 - 3 | Lechuzas Villa María Vóley | 26-24 | 21-25 | 19-25 | 23-25 |       |
| Lechuzas de Villa María mantiene la categoría tras ganar en el global 3-0. Ciclista Olímpico sigue en la Liga A2. |                            |       |                            |       |       |       |       |       |

## Play offs
|  | Cuartos de final | Cuartos de final    | Cuartos de final |                     |     | Semifinales     | Semifinales | Semifinales |  |     | Final           | Final | Final |  |
|  |                  |                     |                  |                     |     |                 |             |             |  |     |                 |       |       |  |
|  |                  |                     |                  |                     |     |                 |             |             |  |     |                 |       |       |  |
|  | 1.º              | Drean Bolívar       | 3                |                     |     |                 |             |             |  |     |                 |       |       |  |
|  | 1.º              | Drean Bolívar       | 3                |                     |     |                 |             |             |  |     |                 |       |       |  |
|  | 8.º              | PSM Vóley           | 2                |                     |     |                 |             |             |  |     |                 |       |       |  |
|  | 8.º              | PSM Vóley           | 2                |                     | 1.º | Drean Bolívar   | 1           |             |  |     |                 |       |       |  |
|  |                  |                     |                  |                     | 1.º | Drean Bolívar   | 1           |             |  |     |                 |       |       |  |
|  |                  |                     | 5.º              | Boca Río Uruguay    | 3   |                 |             |             |  |     |                 |       |       |  |
|  | 4.º              | Buenos Aires Unidos | 5.º              | Boca Río Uruguay    | 3   | 2               |             |             |  |     |                 |       |       |  |
|  | 4.º              | Buenos Aires Unidos |                  |                     |     |                 |             |             |  |     |                 |       |       |  |
|  | 5.º              | Boca Río Uruguay    | 3                |                     |     |                 |             |             |  |     |                 |       |       |  |
|  | 5.º              | Boca Río Uruguay    | 3                |                     |     |                 |             |             |  | 3.º | UPCN Vóley Club | 3     |       |  |
|  |                  |                     |                  |                     |     |                 |             |             |  | 3.º | UPCN Vóley Club | 3     |       |  |
|  |                  |                     | 5.º              | Boca Río Uruguay    | 1   |                 |             |             |  |     |                 |       |       |  |
|  | 3.º              | UPCN Vóley          | 5.º              | Boca Río Uruguay    | 1   | 3               |             |             |  |     |                 |       |       |  |
|  | 3.º              | UPCN Vóley          |                  |                     |     |                 |             |             |  |     |                 |       |       |  |
|  | 6.º              | Catamarca Vóley     | 0                |                     |     |                 |             |             |  |     |                 |       |       |  |
|  | 6.º              | Catamarca Vóley     | 0                |                     | 3.º | UPCN Vóley Club | 3           |             |  |     |                 |       |       |  |
|  |                  |                     |                  |                     | 3.º | UPCN Vóley Club | 3           |             |  |     |                 |       |       |  |
|  |                  |                     | 2.º              | La Unión de Formosa | 1   |                 |             |             |  |     |                 |       |       |  |
|  | 2.º              | La Unión de Formosa | 2.º              | La Unión de Formosa | 1   | 3               |             |             |  |     |                 |       |       |  |
|  | 2.º              | La Unión de Formosa |                  |                     |     |                 |             |             |  |     |                 |       |       |  |
|  | 7.º              | Sarmiento Santana   | 0                |                     |     |                 |             |             |  |     |                 |       |       |  |
|  | 7.º              | Sarmiento Santana   | 0                |                     |     |                 |             |             |  |     |                 |       |       |  |
|  |                  |                     |                  |                     |     |                 |             |             |  |     |                 |       |       |  |

El equipo ubicado en la primera línea obtuvo la ventaja de localía.
El resultado que figura es la cantidad de partidos ganados por cada equipo en la serie.

### Cuartos de final
| Fecha       | Local         | Resul | Visitante     | Set 1 | Set 2 | Set 3 | Set 4 | Set 5 |
| ----------- | ------------- | ----- | ------------- | ----- | ----- | ----- | ----- | ----- |
| 6 de marzo  | Drean Bolívar | 3-0   | PSM Vóley     | 25-21 | 25-18 | 25-18 | -     | -     |
| 8 de marzo  | Drean Bolívar | 2-3   | PSM Vóley     | 23-25 | 25-19 | 23-25 | 25-15 | 10-15 |
| 13 de marzo | PSM Vóley     | 3-2   | Drean Bolívar | 21-25 | 25-18 | 25-23 | 18-25 | 15-13 |
| 15 de marzo | PSM Vóley     | 1-3   | Drean Bolívar | 20-25 | 25-23 | 21-25 | 19-25 | -     |
| 18 de marzo | Drean Bolívar | 3-1   | PSM Vóley     | 25-18 | 25-21 | 18-25 | 25-21 | -     |

| Fecha       | Local                    | Resul | Visitante                | Set 1 | Set 2 | Set 3 | Set 4 | Set 5 |
| ----------- | ------------------------ | ----- | ------------------------ | ----- | ----- | ----- | ----- | ----- |
| 6 de marzo  | Buenos Aires Unidos      | 3-2   | Boca Río Uruguay Seguros | 23-25 | 25-18 | 18-25 | 25-19 | 15-11 |
| 8 de marzo  | Buenos Aires Unidos      | 2-3   | Boca Río Uruguay Seguros | 25-20 | 31-33 | 24-26 | 25-18 | 15-17 |
| 13 de marzo | Boca Río Uruguay Seguros | 2-3   | Buenos Aires Unidos      | 25-21 | 19-25 | 26-24 | 15-25 | 12-15 |
| 15 de marzo | Boca Río Uruguay Seguros | 3-2   | Buenos Aires Unidos      | 25-21 | 25-17 | 20-25 | 25-23 | 15-9  |
| 18 de marzo | Buenos Aires Unidos      | 1-3   | Boca Río Uruguay Seguros | 25-20 | 23-25 | 15-25 | 14-25 | -     |

| Fecha       | Local           | Resul | Visitante       | Set 1 | Set 2 | Set 3 | Set 4 | Set 5 |
| ----------- | --------------- | ----- | --------------- | ----- | ----- | ----- | ----- | ----- |
| 6 de marzo  | UPCN Vóley Club | 3-0   | Catamarca Vóley | 25-13 | 25-17 | 25-19 |       |       |
| 8 de marzo  | UPCN Vóley Club | 3-0   | Catamarca Vóley | 25-23 | 25-21 | 28-26 |       |       |
| 12 de marzo | Catamarca Vóley | 0-3   | UPCN Vóley Club | 18-25 | 19-25 | 13-25 |       |       |

| Fecha       | Local                      | Resul | Visitante                  | Set 1 | Set 2 | Set 3 | Set 4 | Set 5 |
| ----------- | -------------------------- | ----- | -------------------------- | ----- | ----- | ----- | ----- | ----- |
| 6 de marzo  | La Unión de Formosa        | 3-0   | Sarmiento Santana Textiles | 26-24 | 25-18 | 25-22 |       |       |
| 8 de marzo  | La Unión de Formosa        | 3-2   | Sarmiento Santana Textiles | 25-18 | 25-22 | 22-25 | 20-25 | 15-13 |
| 13 de marzo | Sarmiento Santana Textiles | 0-3   | La Unión de Formosa        | 23-25 | 21-25 | 22-25 |       |       |

### Semifinales
| Fecha       | Local                    | Resul | Visitante                | Set 1 | Set 2 | Set 3 | Set 4 | Set 5 |
| ----------- | ------------------------ | ----- | ------------------------ | ----- | ----- | ----- | ----- | ----- |
| 22 de marzo | Drean Bolívar            | 0-3   | Boca Río Uruguay Seguros | 20-25 | 13-25 | 20-25 |       |       |
| 23 de marzo | Drean Bolívar            | 3-0   | Boca Río Uruguay Seguros | 25-23 | 25-23 | 25-15 |       |       |
| 29 de marzo | Boca Río Uruguay Seguros | 3-2   | Drean Bolívar            | 26-24 | 18-25 | 25-22 | 22-25 | 17-15 |
| 31 de marzo | Boca Río Uruguay Seguros | 3-2   | Drean Bolívar            | 25-21 | 14-25 | 25-18 | 22-25 | 18-16 |

| Fecha       | Local               | Resul | Visitante           | Set 1 | Set 2 | Set 3 | Set 4 | Set 5 |
| ----------- | ------------------- | ----- | ------------------- | ----- | ----- | ----- | ----- | ----- |
| 22 de marzo | La Unión de Formosa | 0-3   | UPCN Vóley Club     | 18-25 | 26-28 | 23-25 |       |       |
| 24 de marzo | La Unión de Formosa | 0-3   | UPCN Vóley Club     | 23-25 | 23-25 | 23-25 |       |       |
| 29 de marzo | UPCN Vóley Club     | 2-3   | La Unión de Formosa | 25-20 | 16-25 | 22-25 | 25-20 | 15-9  |
| 31 de marzo | UPCN Vóley Club     | 3-2   | La Unión de Formosa | 27-25 | 19-25 | 23-25 | 25-19 | 15-10 |

### Final
| Fecha       | Local                    | Resul | Visitante                | Set 1 | Set 2 | Set 3 | Set 4 | Set 5 |
| ----------- | ------------------------ | ----- | ------------------------ | ----- | ----- | ----- | ----- | ----- |
| 7 de abril  | UPCN Vóley Club          | 3-1   | Boca Río Uruguay Seguros | 25-17 | 24-26 | 25-20 | 25-19 |       |
| 8 de abril  | UPCN Vóley Club          | 1-3   | Boca Río Uruguay Seguros | 25-20 | 23-25 | 17-25 | 30-32 |       |
| 14 de abril | Boca Río Uruguay Seguros | 1-3   | UPCN Vóley Club          | 27-25 | 22-25 | 21-25 | 21-25 |       |
| 15 de abril | Boca Río Uruguay Seguros | 1-3   | UPCN Vóley Club          | 30-28 | 19-25 | 23-25 | 23-25 |       |

| boder                          |
| UPCN Vóley Club Segundo título |

## Estadísticas
Máximos anotadores
| Pos. | Jugador                   | Equipo           | Puntos |
| ---- | ------------------------- | ---------------- | ------ |
| 1.º  | Evandro Guerra            | Drean Bolívar    | 556    |
| 2.º  | Diego Bonini              | UPCN             | 510    |
| 3.º  | Renato Da Silva Adornelas | Catamarca Vóley  | 453    |
| 4.º  | Bogdan Alteanu            | UPCN             | 444    |
| 5.º  | Pedro Santiago Darraidou  | MSM Bella Vista  | 424    |
| 6.º  | Lucas Ocampo              | La Unión         | 413    |
| 7.º  | Nicolás Bruno             | Boca Río Uruguay | 406    |
| 8.º  | Marcos Domínguez          | Boca Río Uruguay | 380    |
| 9.º  | Vladimir Jekic            | Drean Bolívar    | 368    |
| 10.º | Gustavo Scholtis          | La Unión         | 367    |

Mejor bloqueador
| Pos. | Jugador                 | Equipo              | Puntos |
| ---- | ----------------------- | ------------------- | ------ |
| 1.º  | Maximiliano Guana       | Boca Río Uruguay    | 80     |
| 2.º  | José Sousa              | UPCN                | 74     |
| 3.º  | Ihosvani Hernández      | Buenos Aires Unidos | 68     |
| 4.º  | Javier Sánchez          | La Unión            | 66     |
| 5°   | Facundo Himhoff         | Lechuzas            | 65     |
| 5°   | André Radtke            | Buenos Aires Unidos | 65     |
| 7.º  | Raúl Alejandro Spajic   | La Unión            | 59     |
| 8.º  | Diego Germán Stepanenko | Catamarca Vóley     | 58     |
| 9.º  | Sebastián Sole          | Drean Bolívar       | 57     |
| 10.º | Gustavo Molina          | Drean Bolívar       | 55     |

Mejor sacador
| Pos. | Jugador                   | Equipo              | Puntos |
| ---- | ------------------------- | ------------------- | ------ |
| 1.º  | Evandro Guerra            | Drean Bolívar       | 50     |
| 2.º  | Diego Bonini              | UPCN Vóley Club     | 40     |
| 3.º  | Mariano Giustiniano       | Buenos Aires Unidos | 37     |
| 4.º  | Iván Márquez              | Sarmiento Santana   | 35     |
| 4.º  | Nicolás Uriarte           | Boca Río Uruguay    | 35     |
| 6.º  | Renato Da Silva Adornelas | Catamarca Vóley     | 29     |
| 7.º  | Maximiliano Guana         | Boca Río Uruguay    | 28     |
| 8.º  | Esteban Aranda Cabrera    | Catamarca Vóley     | 26     |
| 9.º  | Pedro Santiago Darraidou  | MSM Bella Vista     | 25     |
| 10.º | Adrián González           | PSM Vóley           | 24     |